# Euphorbia galapageia
Euphorbia galapageia är en törelväxtart som beskrevs av Benjamin Lincoln Robinson och Jesse More Greenman. Euphorbia galapageia ingår i släktet törlar, och familjen törelväxter.
Artens utbredningsområde är Galápagosöarna. Inga underarter finns listade i Catalogue of Life.